# Erdmannsdorfsches Haus

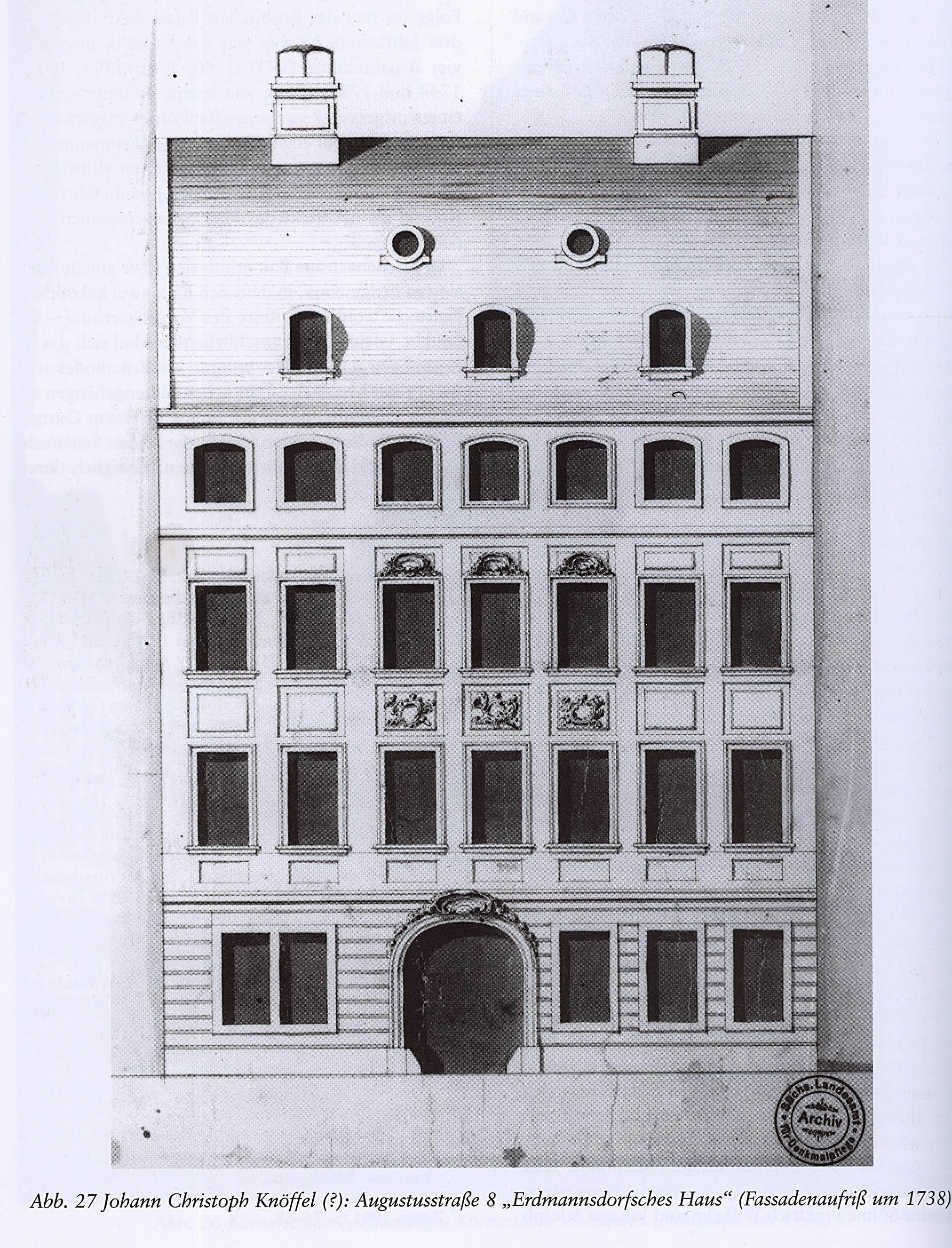
Dresden, Erdmannsdorfsches Haus, Fassadenaufriss um 1738

Das Erdmannsdorfsche Haus war ein Adelspalais an der Augustusstraße 8 in Dresden.  

## Geschichte
Das Gebäude wurde 1738/39 für den königlichen Hausmarschall Ernst Ferdinand von Erdmannsdorf erbaut. Das Gebäude war siebenachsig. Drei Obergeschosse erhoben sich über einem rustifizierten Erdgeschoss. Die drei mittleren Achsen waren aufwändig mit Rokoko-Dekor geschmückt.
Als Erdmannsdorf im Jahre 1746 verstarb, erwarb im Jahre 1750 Heinrich Graf von Brühl das Palais, das anschließend im Neubau des Palais Brühl aufging. Stefan Hertzig nimmt als Entwurfsarchitekten Johann Christoph Knöffel an, so wegen der sehr engen Beziehungen des Kgl. Hausmarschalls zum Königshof sowie aufgrund der „gesamten stilistischen Haltung“ des Hauses.